# Let There Be Eve...Ruff Ryders' First Lady
Let There Be Eve…Ruff Ryders' First Lady è il primo album in studio della rapper statunitense Eve. L'album è stato pubblicato il 14 settembre 1999 dalla Ruff Ryders Entertainment ed Interscope Records. L'album ha venduto 213 000 copie nella sua prima settimana ed un totale di oltre due milioni di copie (secondo Soundscan) ed è stato certificato doppio disco di platino dalla RIAA.

## Tracce
1. First Lady (intro) – 1:36 (Kasseem Dean)
2. Let's Talk About (feat. Drag-On) – 3:31 (Eve Jeffers, Melvin Smalls, Darrin Dean, K. Dean)
3. Gotta Man – 4:24 (Jeffers, K. Dean)
4. Philly Cheese Steak (Skit) – 1:37
5. Philly Philly (feat. Beanie Sigel) – 3:57 (Jeffers, Dwight Grant, J. Dean, K. Dean)
6. Stuck Up (feat. C.J.) – 3:53 (Jeffers, George Cantres, D. Dean, K. Dean)
7. Ain't Got No Dough (feat. Missy Elliott) – 4:17 (Jeffers, Melissa Elliott, K. Dean)
8. BM (Skit) – 1:01
9. Love Is Blind (feat. Faith Evans) – 4:20 (Jeffers, Anthony Fields, K. Dean)
10. Scenario 2000 (feat. DMX, The Lox e Drag-On) – 5:33 (Jeffers, 
Earl Simmons, Smalls, David Styles, Jason Phillips, Sean Jacobs, K. Dean)
11. Dog Match (feat. DMX) – 4:19 (Jeffers, Simmons, K. Dean)
12. My Bitches (Skit) – 1:08
13. We On That Shit! (feat. P. Killer Trackz) – 3:25 (Jeffers, Fields, D. Dean, K. Dean)
14. Chokie Nikes (Skit) – 1:04
15. Maniac (feat. Swizz Beatz) – 4:22 (Jeffers, D. Dean, K. Dean)
16. My Enemies (Skit) – 1:43 (Jeffers, K. Dean)
17. Heaven Only Knows – 4:29 (Jeffers, Michael Gomez)
18. What Y'all Want (Remix) (Bonus Track) – 4:05 (Jeffers, K. Dean, Gomez)

## Classifiche
| Classifica (1999) | Posizione massima |
| ----------------- | ----------------- |
| Canada            | 16                |
| Stati Uniti       | 1                 |